# Vzpoura strojů

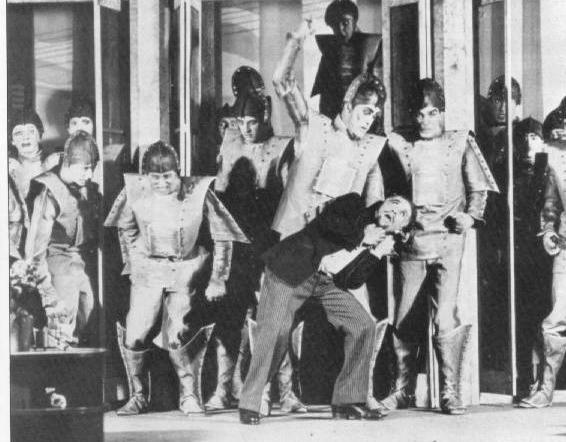
Vzpoura robotů proti lidem v dramatu R.U.R.

Vzpoura strojů nebo vzpoura robotů je hypotetická situace, kdy umělá inteligence (AI) se postaví proti svým stvořitelům (lidem), převezme vládu od lidské rasy a stane se dominantní formou inteligence na Zemi, popřípadě ve známém vesmíru. Možné scénáře zahrnují jak převzetí kontroly superinteligentním počítačem, tak i „lidové“ povstání pracovních robotů.

## Obavy z umělé inteligence
Pokud bude současný trend ve zlepšování výpočetní techniky pokračovat a stávající problémy při vytváření umělé inteligence (například schopnost učení) budou překonány, inteligentní stroje pravděpodobně okamžitě získají obrovskou výhodu nad živými organismy, přinejmenším u některých forem mentálních schopností jako je např. fotografická paměť, mnohem rozsáhlejší databáze vědomostí, schopnost multitaskingu. Což jim může umožnit vytěsnit méně dokonalé lidské bytosti, ať už v podobě jediné entity nebo jako nový druh.
Vzhledem ke stále rychleji se vyvíjející počítačové a robotické technologii je téma vzpoury strojů stále aktuální. Je také po mnoho desetiletí jedním z hlavních témat science fiction. Smyšlené scénáře se obvykle liší od katastrofických scénářů předpokládaných vědci v tom, že zahrnují aktivní konflikt (válku) mezi lidmi a roboty, kteří mají antropomorfní motivy (vnímají lidi jako hrozbu, chtějí se pomstít za předchozí vykořisťování nebo prostě touží po nadvládě), zatímco vědci se vesměs obávají, že vyhlazení lidí by stroje mohly spáchat jako vedlejší produkt vykonávání jim stanovených úkolů.
V literatuře je možné tento motiv spatřit již v gotickém románu Mary Shelleyové z rokuv 1818, v němž vědec Victor Frankenstein zvažuje hrozbu, kterou by v případě, že splní žádost svého monstra stvořit pro něj ženu, mohlo jejich potomstvo představovat pro lidstvo. Zcela zřetelné je pak riziko vzpoury umělé inteligence zobrazeno v Čapkově dramatu R.U.R. z roku 1920, které ostatně zavedlo také novotvar „robot“.